# پولیش بخار
پولیش بخار (به انگلیسی:vapor polishing) روشی برای کاهش زبری سطح یا بهبود وضوح است. به‌طور معمول، یک جز در معرض بخار شیمیایی است که باعث جریان سطح می‌شود در نتیجه سطح آن بهبود می‌یابد. این روش پولیش اغلب برای بازگرداندن مواد شفاف به کیفیت نوری پس از ماشین کاری استفاده می‌شود. پلاستیک‌هایی که به خوبی به پولیش بخار واکنش می‌دهند، پلی کربنات، اکریلیک ، پلی سولفون ، PEI و ABS هستند.
پولیش بخار یک سرویس تمام کننده است که معمولاً برای دستیابی به سطح بالایی از شفافیت در پلاستیک استفاده می‌شود، مانند زمانی که از پلاستیک برای یک لنز سبک نوری با کیفیت استفاده می‌شود. در شرایطی از این قبیل، پولیش بخار یکی از بهترین و سریعترین راه‌ها برای دستیابی به شفافیت مورد قبول ما است.
پولیش بخار راهکاری است که برای صیقل دادن سطوح ناهموار قطعات ماشین کاری شده نیز استفاده می‌شود و می‌تواند برای قطعات چاپ سه بعدی ساخته شده از برخی پلاستیک‌های مهندسی معمول استفاده شود. این روش سطوح ناصاف و مات را به سطوح براق و شفاف و بدون اتلاف مواد تبدیل می‌کند. این امر به ویژه برای اجزای دستگاه‌های پزشکی که نیاز دارند که تمیز به نظر بیایند، یا تمیز باشند یا برای مدت طولانی تمیز بمانند مفید است. این روش برای قطعات پلاستیکی صنعتی که نیاز به تحمل تنش‌های زیاد هستند نیز بسیار مفید است.

## روش کار
پولیش بخار روشی برای صاف کردن انواع خاصی ازمواد رزین پلاستیکی در سطح میکروسکوپی است. این کار با استفاده از گاز فرار حلال weldon4 انجام می‌شود که با شیمی سطح پلی کربنات‌ها بسیار واکنش پذیر است. در یک محیط کنترل شده، حلال Weldon 4 تا نقطه جوش گرم می‌شود و بخارهای حاصل از سطح قطعهٔ کار پاشیده می‌شوند. سپس پلاستیک در سطح ذوب می‌شود، خراش‌ها و حفره‌های کوچک را پر می‌کند و سپس به سرعت جامد می‌شود و پس از آن گاز دیگری در قطعه وجود ندارد.
در روشی دیگر برای انجام پولیش بخار، سطح قطعه ای که قرار است پولیش روی آن انجام شود، در معرض بخار حلال گرم قرار می‌گیرد. بخار یک لایهٔ بسیار نازک روی سطح قطعه را ذوب می‌کند و با استفاده از کشش سطحی پلاستیک ذوب شده، یک سطح صاف و شفاف را به وجود می‌آورد. پس از پایان عملیات، بخار از قطعهٔ مورد نظر خارج شده و آن را از مواد شیمیایی و آلودگی‌های ناشی از عملیات پاک می‌کند.
برای بهترین نتیجه، مهم است که ما قطعات را قبل از پولیش بخار سنباده بزنیم. پولیش بخار فقط در مقیاس مولکولی کار می‌کند. پولیش بخار این انحرافات بزرگ در ناهمواری سطح یک قسمت را پاک نمی‌کند، بنابراین خراش‌های عمیق‌تر، علائم ابزار و ماشین کاری باید از بین بروند. معمولاً قبل از پولیش بخار سطح آن را بین ۱۰۰۰ تا ۱۵۰۰ گرید سنباده می‌زنیم.

## خطرناک بودن
برای افراد آموزش ندیده، این روند به‌طور بالقوه خطرناک است. به همین دلیل است که این کار فقط باید توسط متخصصان آموزش دیده در یک اتاق کنترل شده و با استفاده از وسایل تنفسی مخصوص انجام شود. برای کمک احتمالی به افراد، خارج از محل انجام عملیات، افرادی استخدام می‌شوند.

## پولیش بخار و چاپ سه‌بعدی
این روش همچنین برای بهبود سطح اشیا ایجاد شده با تکنیک‌های چاپ سه بعدی استفاده می‌شود. نسل جدید چاپ سه بعدی اکنون به اندازهٔ کافی صاف و دقیق است که پولیش بخار می‌تواند باعث بهبود ظاهر و صافی قطعات شود.
از آنجا که چاپگر لایه ای از مواد را برای ساختن جسم رسوب می‌دهد، سطح آن اغلب کاملاً صاف نیست. صافی سطح را می‌توان با پولیش بخار بسیار افزایش داد. به دلایل فراوان از جمله کم هزینه بودن و سرعت چاپ بالا، فناوری FDM یکی از متداول‌ترین تکنیک‌هایی است که امروزه در چاپ سه بعدی استفاده می‌شود. با این حال، ویژگی مشترک مواد چاپ شده در این فناوری، مقاومت ضعیف در برابر چسبندگی لایه و وجود سطوح زبر است که برای بهبود آن نیاز به پولیش پس از آن دارد. عملیات حرارتی و پولیش بخار به ترتیب تکنیک‌های پس از پردازش هستند که به ترتیب برای رفع چسبندگی ضعیف لایه و از بین بردن سطح زبر و خشن مواد چاپی سه بعدی استفاده می‌شوند.

## ویژگی‌ها
پولیش بخار ثابت می‌کند که چگالی طیفی قدرت برای ویژگی‌های زبری سطح با ضریب ۱۰ کاهش می‌یابد و بر اساس آزمایش نشت خالص پرفلوئوروکربن و آزمایش نشت فشار، بهبود قابل توجهی در ویژگی‌های هندسی را نشان می‌دهد. بااین حال، تأثیر این فرایند در خصوصیات مکانیکی بدین صورت است که با افزایش طول کم در محل قطع شدگی، باعث کاهش مدول الاستیک می‌شود.

## پولیش ترکیبات نیمه‌رسانا
روش پولیش ترکیبات نیمه‌رسانا که از عناصر گروه III و گروه IV جدول تناوبی مانند گالیم آرسنید تهیه شده‌است، شامل مرحلهٔ واکنش نیمه رسانا با هالید نیتروژن در دمای کافی برای صیقل دادن یک‌نیمه رسانا و در فشار گاز عنصری است که از عناصر گروه V جدول تناوبی انتخاب شده‌است و برای جلوگیری از تفکیک ترکیب نیمه رسانا کافی است.

## دستگاه دستی پولیش بخار
دستگاه دستی برای پولیش بخار سطوح پلاستیکی با حرکت دستگاه روی سطح پلاستیکی که باید پولیش شود، شامل یک قسمت بدنه است که یک محفظه بخار را در خود جای داده‌است. هنگامی که دستگاه با ظرفی که در بالای محفظه قرار دارد تماس دارد و جریان حلال هنگام قطع شدن دستگاه قطع می‌شود، یک ظرف مانند متیلن کلراید برای حلال پلاستیک برای جریان حلال به داخل محفظه نصب می‌شود. دقت کنید که این ظرف حتماً باید دور ریخته شود.

## زمان انجام
پولیش بخار یک فرایند سریع با زمان فرآوری بسیار کوتاه است. پس از اعمال بخار، قطعهٔ هدف در عرض چند ثانیه کاملاً واضح و شفاف می‌شود. قرار گرفتن در معرض بخار به مدت طولانی‌تر ضروری نیست؛ بنابراین حتی قطعات بزرگ را می‌توان در عرض چند دقیقه آماده کرد. پوستهٔ سطح پس از انجام عملیات بلا فاصله جامد می‌شود و آمادهٔ استفاده است.

## صرفه اقتصادی
در مقایسه با هزینهٔ پولیش سنگین و ماشین کاری و سنباده زنی، پولیش بخار بسیار مقرون به صرفه است. این امر خصوصاً در مورد هندسه‌های پیچیده‌ای که دارای فرورفتگی، برآمدگی و .. است که پولیش کاری آن را مخصوصاً با دست دچار مشکل می‌کند، گاز weldon4 می‌تواند به این برجستگی‌ها و فرو رفتگی‌ها اثر کند و بلافاصله شفافیت را بهبود بخشد.

## پولیش بخار و محیط زیست
پولیش بخار، اگر به درستی انجام شود، هیچ آسیبی به محیط زیست و جو نمی‌رساند. در تأسیسات همهٔ بخارها از طریق یک فیلتر کربن سه مرحله ای کشیده می‌شوند بنابراین هیچ آلودگی یا دود به محیط منتقل نمی‌شود.